# Liste des espèces d'invertébrés inscrites à l'Annexe I de la CITES
La liste suivante recense les espèces menacées d'invertébrés inscrites à l'Annexe I de la CITES.
Sauf mention contraire, l'inscription à l'Annexe d'une espèce inclut l'ensemble de ses sous-espèces et de ses populations.

## Liste[1]
- Famille des Papilionidae :
  - Achillides chikae chikae
  - Achillides chikae hermeli
  - Ornithoptera alexandrae
  - Papilio homerus
  - Parides burchellanus

- Famille des Unionidae :
  - Conradilla caelata
  - Dromus dromas
  - Epioblasma curtisii
  - Epioblasma florentina
  - Epioblasma sampsonii
  - Epioblasma sulcata perobliqua
  - Epioblasma torulosa gubernaculum
  - Epioblasma torulosa torulosa
  - Epioblasma walkeri
  - Fusconaia cuneolus
  - Fusconaia edgariana
  - Lampsilis higginsii
  - Lampsilis orbiculata orbiculata
  - Lampsilis satur
  - Lampsilis virescens
  - Plethobasus cicatricosus
  - Plethobasus cooperianus
  - Pleurobema plenum
  - Potamilus capax
  - Quadrula intermedia
  - Quadrula sparsa
  - Toxolasma cylindrella
  - Unio nickliniana
  - Unio tampicoensis tecomatensis
  - Villosa trabalis

- Famille des Achatinellidae :
  - Achatinella spp.

- Famille des Cepolidae :
  - Polymita spp.